# Nikolaï Maïkov
Nikolaï Apollonovitch Maïkov (Никола́й Аполло́нович Ма́йков) (né le 28 août 1794 à Moscou et mort le 23 août 1873  à Saint-Pétersbourg) est un peintre russe.

## Biographie
Nikolaï Maïkov est le fils d'un noble, Apollon Alexandrovitch Maïkov (1761-1838), qui connut son heure comme poète et qui fut un temps directeur des théâtres impériaux, et de son épouse, née Natalia Ivanovna Serebriakova (1768-1832). Il commence ses études en 1801 au 2e corps de cadets de Saint-Pétersbourg, mais ne peut les terminer à cause de la guerre de 1812. Comme nombre de ses camarades, il combat comme officier dans l'armée d'active, dans un corps commandé par Bagration. Il est blessé à la jambe à la bataille de la Moskova. Il est soigné dans la propriété familiale de son père située dans le gouvernement de Iaroslavl et se tourne vers l'art. À son retour à l'armée, il continue de dessiner et de peindre, en suivant la débâcle des armées napoléoniennes. Il traverse ainsi la Pologne, l'Allemagne, jusqu'en France. Partout, il dessine les bivouacs, les diverses batailles et autres scènes militaires.
À Paris, il s'essaye à l'huile, mais alors qu'il veut se rendre en Italie, son père le rappelle en Russie. Il sort de l'armée avec le grade de major et s'installe à Moscou.
Il poursuit sa formation en copiant les maîtres et en faisant des études d'après nature, puis déménage à Saint-Pétersbourg. Bientôt, il attire l'attention des amateurs d'art et celle de l'empereur Nicolas Ier. Ce dernier lui commande des œuvres pour l'église de la Sainte-Trinité, église du régiment d'Izmaïlovo et reçoit le rang d'académicien en 1835. Il reçoit aussi la commande de peindre les petites iconostases de la cathédrale Saint-Isaac, ce qui lui prend environ dix ans, mais elles sont ensuite remplacées par des œuvres d'autres peintres plus ou moins inspirées des siennes.
Il peint aussi pour d'autres églises pétersbourgeoises ou moscovites, ainsi qu'en province, mais également un certain nombre de portraits, dont des beautés féminines, comme au palais Élaguine, et réalise le décor intérieur avec nombre de médaillons et plafonds pour le luxueux hôtel particulier Youssoupov de la perspective Liteïny dans la capitale impériale.
Son œuvre témoigne de son caractère plutôt autodidacte, mais elle n'est pas dépourvue de force et d'harmonie.

## Illustrations

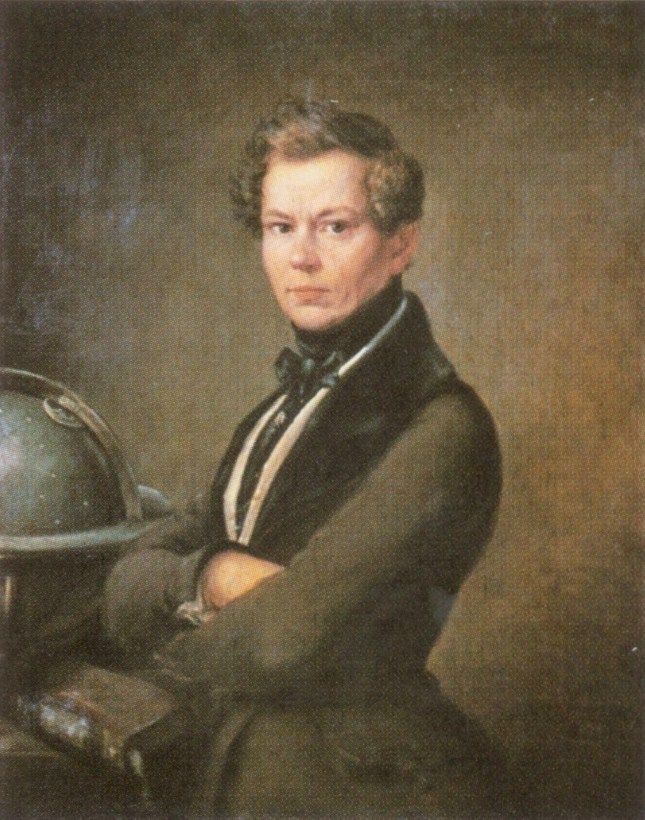
Portrait d'un astronome (inconnu)
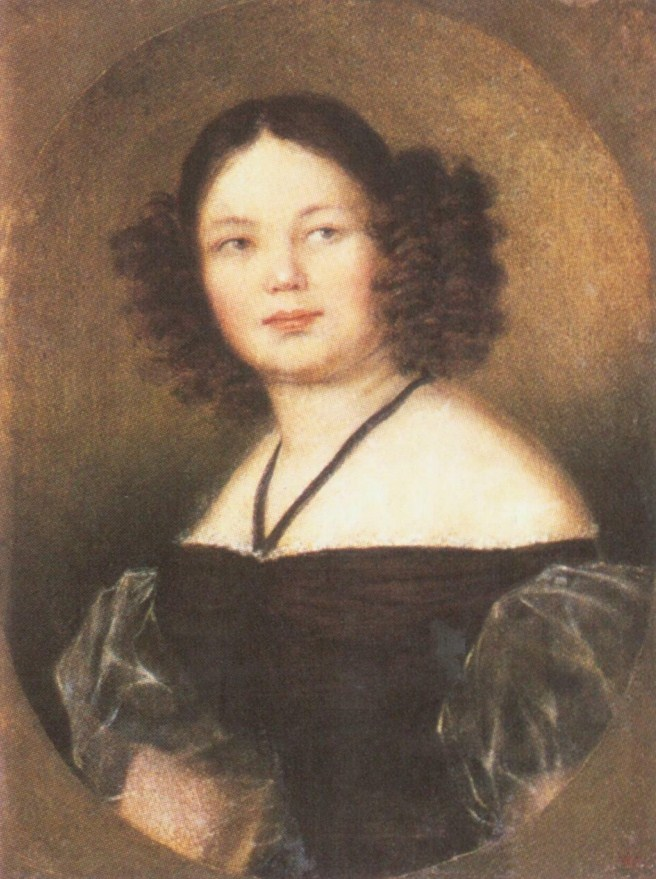
Portrait de sa sœur, Cléopâtre (1800-1884)
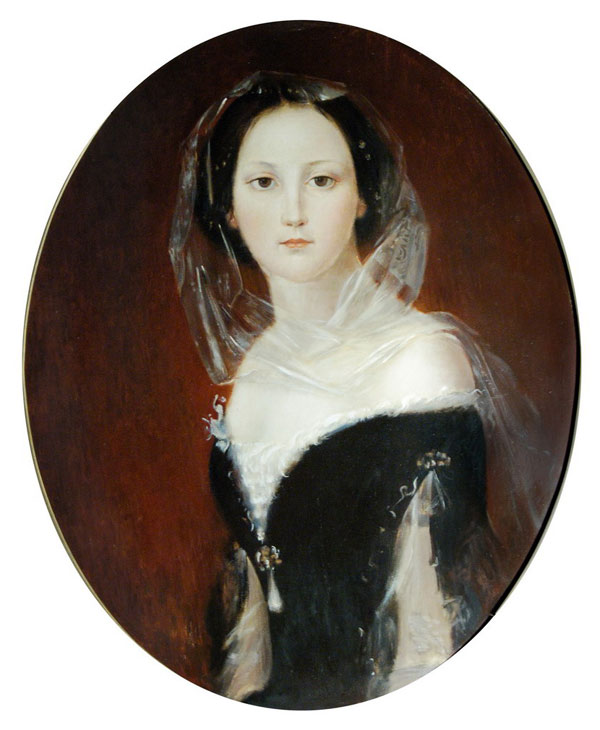
Portrait d'Élisabeth Vassilievna Tolstoï (1827-1877), épouse du comte Moussine-Pouchkine; dédicataire d'œuvres de Gontcharov

## Famille
Nikolaï Maïkov est l'époux de la femme de lettres Evguenia Maïkova (1803-1880), née Goussiatnikova, et le père de :
- Apollon Maïkov (1821-1897), poète
- Valerian Maïkov (1823-1847), critique littéraire
- Vladimir Maïkov (1826-1885), homme de lettres
- Leonid Maïkov (1839-1900), historien de la littérature